# Herb Głowaczowa
Herb Głowaczowa – jeden z symboli miasta i gminy Głowaczów, ustanowiony 12 października 2006.

## Wygląd i symbolika
Herb przedstawia na tarczy w polu zielonym srebrną nałęczkę, złoty klucz oraz srebrną brzozę między nimi. Symbole nałęczki i klucza pochodzą od herbów rodzin, które były dziedzicami Głowaczowa: Leżeńskich herbu Nałęcz oraz Boskich herbu Jasieńczyk. Brzoza pośrodku jest symbolem miejscowości Brzóza.